# 克雷莫萨诺
克雷莫萨诺（義大利語：Cremosano），是意大利克雷莫纳省的一个市镇。总面积5平方公里，人口1485人，人口密度297.0人/平方公里（2009年）。国家统计（ISTAT）代码为019037。